# Метод Штурма
Ме́тод Шту́рма використовується для виокремлення дійсних коренів многочленів, тобто знаходження інтервалів, які містять рівно по одному кореню. Надалі отриману інформацію про розміщення коренів можна використати для їх знаходження чисельними методами.
Метод, ряд і теорема названі на честь французького математика Жака Шарля Франсуа Штурма.

## Основні визначення
Послідовність неперервних функцій {\displaystyle f_{0},f_{1},\ldots ,f_{n}}
називається рядом Штурма на відрізку {\displaystyle [a,b]}, якщо виконуються такі умови:
1. {\displaystyle f_{n}} не має коренів на {\displaystyle [a,b]}
2. Якщо при деяких {\displaystyle c\in [a,b],0<i<n} виконується рівність {\displaystyle f_{i}(c)=0}, то {\displaystyle f_{i-1}(c)f_{i+1}(c)<0}
3. Якщо {\displaystyle f_{0}(c)=0} при деякому {\displaystyle c\in (a,b)}, то при переході через {\displaystyle c} функція {\displaystyle f_{0}(x)f_{1}(x)} змінює знак з «−» на «+».

Якщо в точці {\displaystyle \alpha } всі {\displaystyle f_{i}(\alpha ),\,i=0,\ldots ,n} не рівні нулю, то можна визначити кількість знакозмін {\displaystyle \omega (\alpha )} як кількість індексів {\displaystyle 0\leq i<n}, таких що {\displaystyle f_{i}(\alpha )f_{i+1}(\alpha )<0}

## Теорема Штурма
Нехай на відрізку {\displaystyle [a,b]} задано ряд Штурма
{\displaystyle \left\{f_{i}\right\}_{i=0}^{n}}, причому
{\displaystyle f_{i}(a)\neq 0,f_{i}(b)\neq 0} при всіх {\displaystyle i=0,\ldots ,n}.
Тоді на {\displaystyle [a,b]} існує рівно
{\displaystyle \omega (a)-\omega (b)}
коренів рівняння {\displaystyle f_{0}(x)=0}

## Побудова ряду Штурма для многочлена
Нехай многочлен {\displaystyle P(x)} не має кратних коренів.
Тоді для нього можна побудувати ряд Штурма за таким алгоритмом:
1. {\displaystyle f_{0}(x)=P(x)}
2. {\displaystyle f_{1}(x)=P'(x)}
3. {\displaystyle f_{k-1}=f_{k}(x)g_{k}(x)-f_{k+1}(x),\quad \deg f_{k+1}<\deg f_{k}}, тобто {\displaystyle f_{k+1}} — це взята з протилежним знаком остача від ділення {\displaystyle f_{k-1}} на {\displaystyle f_{k}}.

Останній крок повторюється до отримання нульового многочлена. Ряд Штурма утворюють всі ненульові многочлени {\displaystyle f_{k}}.
Описаний процес дуже нагадує алгоритм Евкліда знаходження найбільшого спільного дільника многочленів, а останній в ряді многочлен з точністю до числового множника збігається з найбільшим спільним дільником
{\displaystyle P(x)} та {\displaystyle P'(x)}.
Оскільки {\displaystyle P(x)} не має кратних коренів, то {\displaystyle P(x)} і {\displaystyle P'(x)} є взаємно-простими, а тому {\displaystyle f_{n}(x)\equiv const\neq 0}